# Wirlsdorf

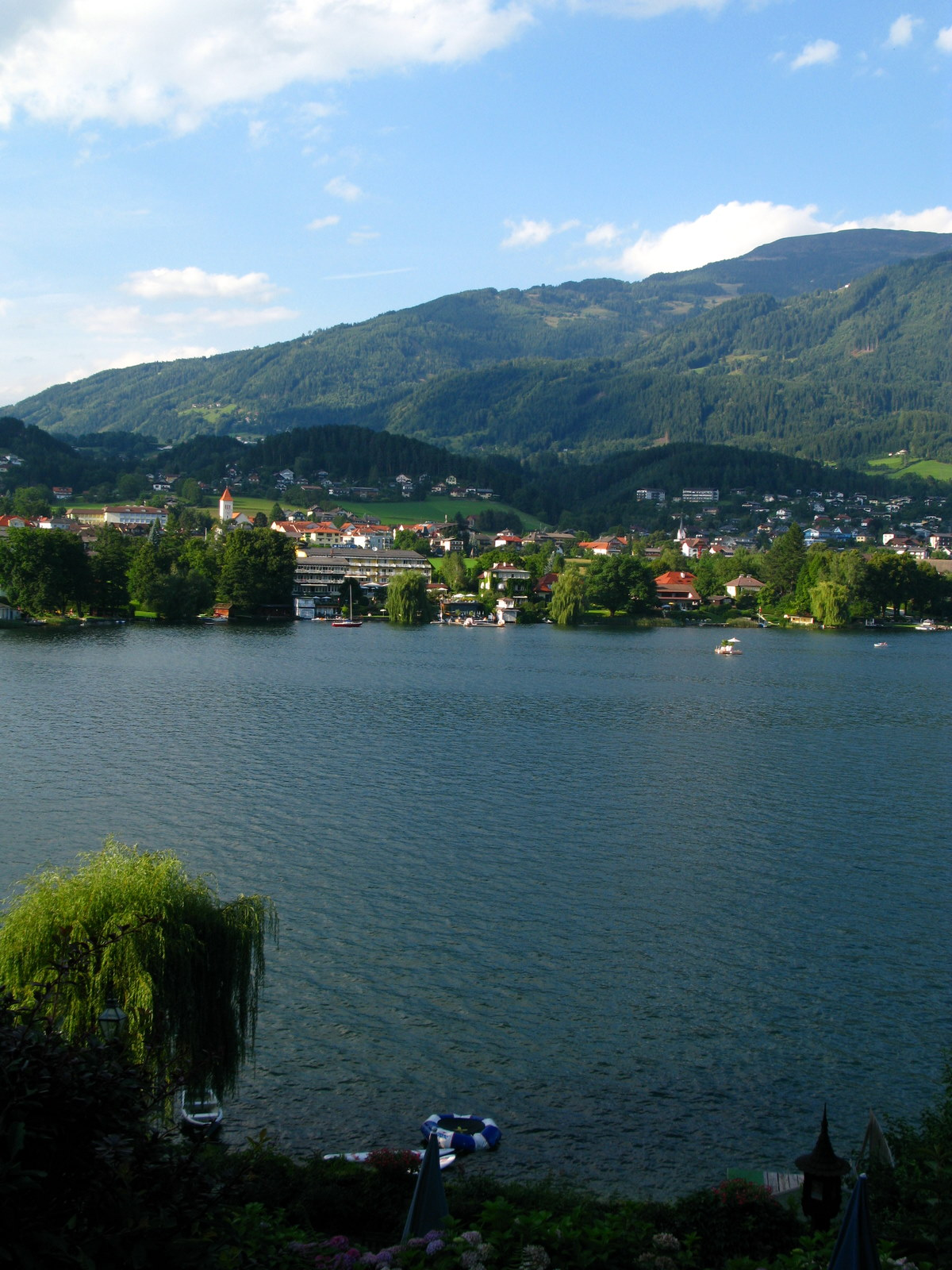
Seeboden Ortsteil Wirlsdorf

Wirlsdorf ist ein Ortsteil von Seeboden in der gleichnamigen Gemeinde am Millstätter See in Kärnten, die vom Westufer des Millstätter Sees bis Kraut in den Norden sowie bis Techendorf im Osten reicht. Seeboden ist eine Streusiedlung ohne historisches Zentrum, die sich als Folge des Tourismus aus den Orten Gritschach, Kraut, Reich und Wirlsdorf entwickelt hat.
Wirlsdorf ist großteils von Wohnhäusern und, entlang der Hauptstraße (Millstätter Straße B98), von Geschäften bebaut. Der Ortskern mit Veranstaltungsbühne und Kapelle befindet sich zwischen Klinger-Park und Apotheke. Die Dorfgemeinschaft pflegt den Dorfplatz und veranstaltet viele Feste, wie das Peter-und-Paul-Fest oder das Silvesterfest.
Der größte Wirtschaftszweig ist der Sommertourismus, was man an vielen Hotels erkennen kann. Es befinden sich aber auch Supermärkte, eine Fleischerei, mehrere kleine Fachgeschäfte, sowie eine große Baumschule im Wirlsdorfer Ortsgebiet. 

## Geschichte

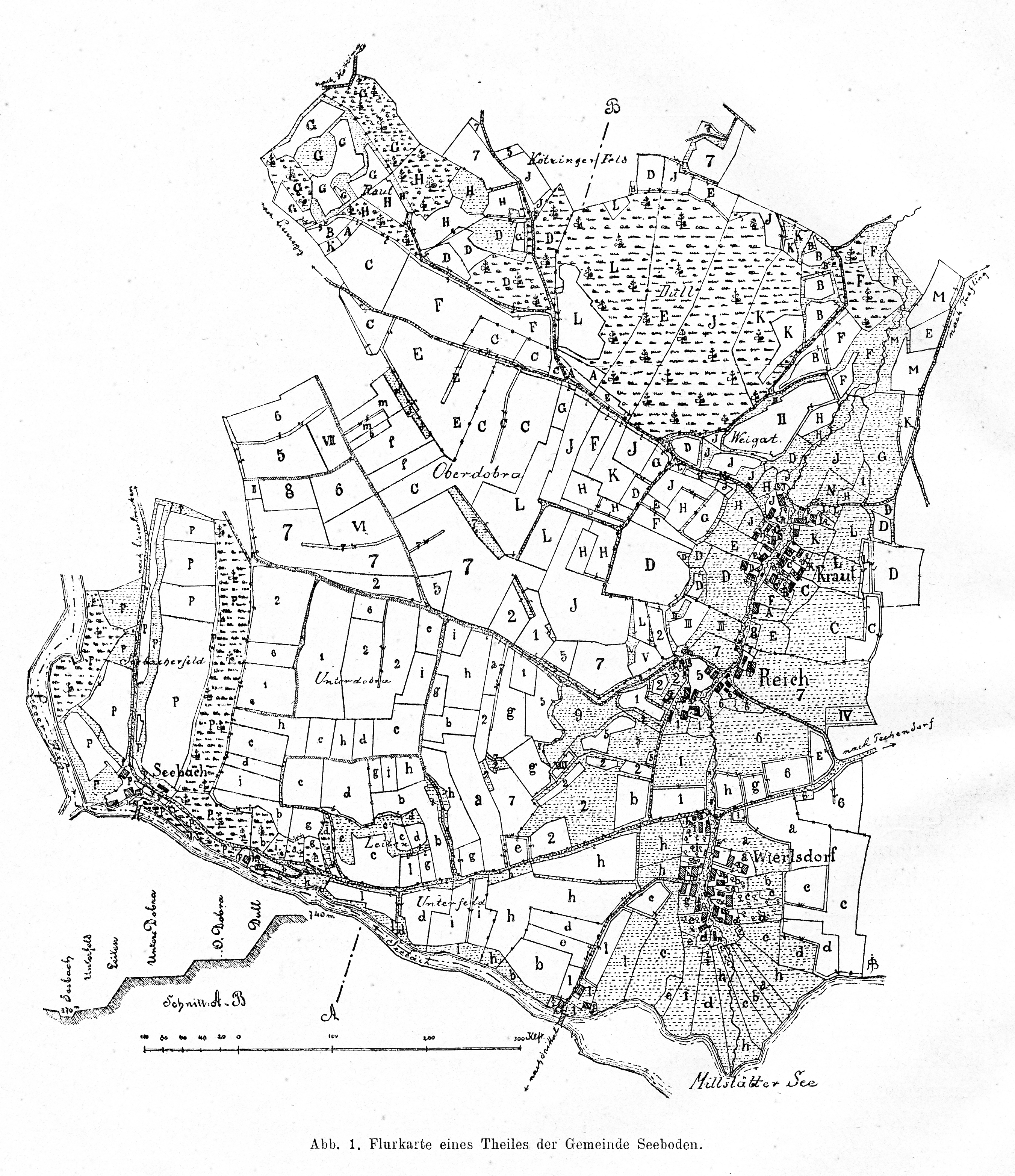
Flurkarte von J.R. Bünker 1902

Wirlsdorf in alter Schreibweise auch "Wierlsdorf" ist anders als die meisten Ortsbezeichnungen am Millstätter Berg ein deutscher Ortsnamen. Der relativ nahe am See liegende Ort wurde erst nach der Eroberung und Missionierung der Gegend durch die Bayern um das Jahr 1000 gegründet. Wirlsdorf, mundartlich auch Werlsdorf, wird um 1229 erstmals als Werenheresdorf genannt. 1447 heißt die Rotte Wernsdorf, 1447 Wernhartsdorf und 1502 Werlstarff. Der Ortsname vermutlich auf den Gründer Wern(h)er, Koseform Werili zurück.